# Santa Maria del Catllar
Santa Maria del Catllar és una església de Ripoll (Ripollès) declarada bé cultural d'interès nacional.

## Descripció
Al cim d'un turó a ponent de la vila de Ripoll es troben les restes de l'església de Santa Maria del Catllar, que es va construir a l'indret d'un antic castell propietat inicial dels comtes de Cerdanya.
De l'església queden tres murs i l'arrencada d'una volta de canó, que formaven una nau rectangular amb absis a llevant. A la façana de migjorn hi ha la porta d'arc de mig punt adovellada. A l'exterior hi ha algun contrafort i a l'interior dues pilastres. El lloc on hi havia l'absis es va modificar per a posar-hi les dependències del santuari.

## Història
La parròquia de Santa Maria de Catllar, construïda a l'indret d'un antic castell, va ser consagrada el gener de 1040. Va quedar molt malmesa per un terratrèmol de l'any 1428, es va esfondrà la volta i es va refer. Amb el despoblament del territori perdé el seu caràcter de parròquia i es convertí en un santuari. Quan es va abandonar el monestir de Santa Maria de Ripoll l'any 1835 aquest santuari també es va abandonar.